# Ágúst Guðmundsson
Ágúst Guðmundsson, född 29 juni 1947 i Reykjavik, är en isländsk filmregissör. Hans film Till sista blodsdroppen från 1981 är en filmatisering av Gisle Surssons saga.

## Filmografi (i urval)
- My Friend Jonathan (1974) – kortfilm
- Saga úr stríðinu (1976) – kortfilm
- Skólaferð (1978)
- Land och söner (Land og synir) (1980)
- Lítil þúfa (1980)
- Till sista blodsdroppen (Útlaginn) (1981)
- Flæðarmál (1981) – kortfilm
- Með allt á hreinu (1982)
- Yfir Kjöl (1982) – kortfilm
- Gullsandur (1984)
- Gullna hliðið (1984)
- Ást í kjörbúð (1986)
- Nonni und Manni (1988–1989)
- Blodshämnden (Sea Dragon) (1989)
- Litbrigði jarðarinnar (1991)
- Dansinn (1998)
- Mávahlátur (2001)
- Í takt við tímann (2004)
- Íslenskt bíó (2006) – kortfilm
- Ófeigur gengur aftur (2013)
- Saga Stuðmanna (2015) – dokumentär